# Артис, Дмитрий
Дми́трий А́ртис (настоящее имя — Дмитрий Юрьевич Краснов-Немарский) (род. 14 июля 1973, Калининград, Московская область) — российский поэт, драматург.

## Биография
Дмитрий Краснов-Немарский родился 14 июля 1973 года в г. Королёве Московской области. В 1999 году окончил Российский институт театрального искусства — ГИТИС.
С 1994 по 1995 год работал главным администратором Мытищинского театра драмы и комедии «ФЭСТ», с 1995 по 1996 год — главным администратором «Театра музыки и поэзии» под руководством Елены Камбуровой. С 1997 по 1998 год — директор Мытищинского театра драмы и комедии «ФЭСТ».
Летом 1998 года ушёл из театра и вместе с братом Леонидом Красновым создал собственный театр — «Театр Эмоциональной драмы» (с 2001 года — «Театральный особнякъ»), где вышло более тридцати спектаклей. С 1999 по 2002 год Д. Артис написал для театра несколько детских пьес.
С 2002 года — участник Литературного объединения «Рука Москвы».
С 2005 по 2011 год обучался в Литературном институте им. Горького и с окончанием института оставил театральную деятельность, посвятив себя литературе — пишет стихи.
С 2014 года член Союза писателей Санкт-Петербурга и Южнорусского союза писателей.
В 2022-23 гг принимал участие в защите Донбасса в составе подразделения специального назначения «Ахмат» под командованием Апты Алаудинова, написал книгу «Дневник добровольца». Награжден медалью "За храбрость".

## Премии
- Лауреат премия имени Сергея Есенина «О Русь, взмахни крылами…» (2010 г., 2-е место, сборник стихов «Мандариновый сад»)[1].
- Лауреат премии «Поэт года» (2011 г., 3-я премия)[2].
- Лауреат литературно-критической премии им. В. В. Розанова «Летающие собаки» (2012 г.)[4].
- Лауреат премии газеты «Поэтоград» (номинация «Литературоведение, критика, эссеистика», 2013 г.)
- Лауреат премии журнала «Зинзивер» (номинация «Поэзия», 2013 г.)
- Лауреат премия имени Владимира Таблера (2018 г.)
- Победитель международного творческого конкурса на лучшую современную пьесу года «Автора на сцену!», 2019 г. (пьеса "Шахтёр")
- Финалист международной премии "Книга года" ("Дневник добровольца", 2024 г.)
- Лауреат премии журнала "Москва" за 2024 год ("Дневник добровольца")
- Лауреат премии "Главкнига" за 2024 год ("Дневник добровольца")
- Лауреат премии им.Татарского за 2024 го (Спецприз "Дневник добровольца")
- Лауреат премии журнала "Огни Кузбасса" (Номинация "Проза", 2024 г.)

## Рецензии на книги Д. Артиса
- Карпенко А. Рецензия на книгу «Детский возраст» (2015 г.)
- Карпенко А. Рецензия на книгу «Мелкотемье +» (2019 г.)
- Ольга Ерёмина. О книге Дмитрия Артиса «Дневник добровольца» (2024)